# README
Un archivo README contiene información acerca de otros archivos en un directorio. Es una forma de documentación de software, usualmente en un archivo de texto plano llamado READ.ME, README.TXT, README.md (para un archivo Markdown), README.1ST o simplemente README. En ocasiones, en español (y sobre todo en la década de 1990) puede venir traducido como LEEME.TXT.
El nombre del archivo es generalmente escrito en mayúsculas. En los sistemas Unix-like, generalmente los nombres se escriben en minúscula, y esto hace que en un listado de archivos salga primero el archivo README.

## Contenido
Típicamente contienen una o más de estos temas:
- Instrucciones de configuración
- Instrucciones de instalación
- Instrucciones de operación
- Un manifiesto de archivos
- Información sobre la licencia
- Información sobre el desarrollador
- Bugs conocidos[1]
- Solución de problemas[1]
- Créditos y agradecimientos
- Un registro de cambios
- Una sección de noticias

## Historia
No está claro cuándo empezó la costumbre de añadir archivos README, pero hay ejemplos que datan de mediados de la década de 1970.
Un archivo README es un requerimiento en los GNU Coding Standards. Desde que la web se ha convertido en una plataforma estándar de facto para la distribución de software, muchos paquetes de software han movido (u ocasionalmente, copiado) algunos de los archivos mencionados a un sitio web o una wiki, algunas veces incluyendo el archivo README, o dejando en ocasiones un archivo README sin toda la información requerida para un usuario nuevo del software. Sin embargo, la popularidad de GitHub (así como también otras comunidades más antiguas) han contribuido para que los archivos README sigan siendo profusamente usados en el software de código abierto.

## En GitHub
En GitHub, si un repositorio Git tiene un archivo README en su directorio raíz, es automáticamente convertido en HTML y presentado en la página principal. Muchas extensiones de archivo pueden ser usadas, y la conversión a HTML se realiza tomando en cuenta la extensión del archivo. Por ejemplo, un "README.md" podría ser tratado como un documento de Markdown de GitHub.

## Como un término genérico
La locución "archivo readme" es usada genéricamente, en ocasiones, para archivos con un propósito similar. Por ejemplo, el código fuente de las distribuciones de muchos paquetes de software libre, especialmente aquellos que siguen los Gnits Standards, o aquellos producidos por GNU Autotools, incluyen un conjunto estándar de archivos README:
| README            | Información general                                    |
| AUTHORS           | Créditos                                               |
| THANKS            | Agradecimentos                                         |
| CHANGELOG         | Un registro de cambios detallado, para desarrolladores |
| NEWS              | Un registro de cambios básico, para usuarios           |
| INSTALL           | Instrucciones de instalación                           |
| COPYING / LICENSE | Información de licencia                                |
| BUGS              | Errores conocidos, y la manera de informarlos          |
Otros archivos distribuidos también incluyen los archivos FAQ o TODO, que incluyen las preguntas frecuentes, y futuras novedades, respectivamente.